# Васильев, Александр Модестович
Алекса́ндр Моде́стович Васи́льев (укр. Олександр Модестович Васильєв; 3 сентября 1959, Задорье, Калининская область) — депутат Верховного Совета Автономной Республики Крым 5-го (2006—2010) и 6-го (2010—2015) Симферопольского районного совета(2010—2015) созывов, генеральный директор СООО «Крымтеплица», член Партии регионов, президент футбольного клуба «Крымтеплица» (Молодёжное).

## Биография
В 1976 году окончил Пятихатскую среднюю школу в Красногвардейском районе. В августе 1976 года начал трудовую деятельность работником колхоза «Путь Ленина» в Симферопольском районе. С февраля по август 1977 года — слушатель подготовительных курсов сельскохозяйственного института им. М. И. Калинина в Аграрном. С сентября 1977 года по январь 1982 года — студент сельскохозяйственного института Калинина. Васильев также подавал документы на поступление в институт физической культуры, но из-за травмы ноги не смог поступить.
С февраля 1982 года по май 1983 года — агроном по мелиорации колхоза «Украина» Белогорского района. С июня 1983 года по июль 1992 года — агроном по грунтам, бригадир по защите растений, управляющий блока, главный агроном экспериментального тепличного комбината «Симферопольский». Сам же комбинат был построен в 1969 году, был одним из лучших в СССР. После распада СССР у предприятия начался кризисный период.
С июля 1992 года по октябрь 1997 года — директор совместного украинско-болгарского предприятия «АЛБИ», директор ООО «Аль-Модест», в Симферополе. С октября 1997 года по июнь 2000 года — председатель правления КСП «Крымтеплица». В октябре 1997 года единогласным решением коллектива предприятия Васильев был избран председателем правления предприятия. В 1990-е годы Васильев для своей компании брал кредиты у банков на модернизацию предприятия (восстановления системы отопления, застекления теплиц, закупку нидерландских семян огурцов и томатов). И уже к 1998 году «Крымтеплица» рассчиталась с долгами и стала рентабельной.
В июне 2000 года стал генеральным директором сельскохозяйственного общества с ограниченной ответственностью «Крымтеплица». В 2004 году на предприятие была проведена масштабная реконструкция. Ежегодно предприятие выращивает свыше 10 тыс. тонн овощей, грибов и зерновых культур, большинство из которых экспортируется за границу, в Белоруссию и Россию. Предприятие является одним из ведущих на Украине, на нём успешно применяются различные инновации.
В 2006 году стал депутатом Верховного Совета Автономной Республики Крым пятого созыва, от Партии регионов. В ноябре 2010 года был вновь избран депутатом в Верховный Совет Крыма, от Партии регионов под 4 номером. Является членом различных комиссий Верховного Совета Крыма — член комиссии по вопросам социального развития села, аграрным и земельным вопросам, экологии и рациональному природопользованию.

### Футбольный клуб
В 1999 году по инициативе Васильева в Молодёжном был создан футбольный клуб «Крымтеплица», который является визитной карточкой его одноимённого предприятия. «Крымтеплица» начала выступать в 2000 году в чемпионате Крыма и чемпионате Украины среди сельских команд, завоевав эти титулы в сезоне 2003/04 клуб заявился во Вторую лигу Украины. В первом же сезоне тепличники стали бронзовыми призёрами турнира, а в следующем сезоне 2004/05 одержали победу во Второй лиге и вышли в Первую. Сейчас команда выступает в Первой лиге Украины, лучшее достижение клуба 4 место в Первой лиге в сезонах 2006/07 и 2010/11.
В 2003 году Васильев построил для команды стадион «КТ Спорт Арена», один из лучших в Крыму. Сейчас вместимость арены 3250 человек. Также были построены тренировочные поля и гостиница «3 тайм». Васильев также финансирует фарм-клуб «Крымтеплицы» «Спартак». «Спартак» выступает в чемпионате Крыма и дважды становился победителем турнира, команда также участвовала в Кубке украинской лиги. Также по его инициативе проводится ежегодный зимний турнир Кубок Крымтеплицы, на турнире выступали различные команды с Украины и из Молдавии. Кубок Крымтеплицы — один из самых крупнейших футбольных событий зимы в Крыму.
Также Васильев является членом совета Первой лиги Украины.

### Личная жизнь
Женат. Его сын Владимир (1982) сейчас вице-президент клуба «Крымтеплица». Также он руководит фарм-клубом тепличников молодёжненским «Спартаком». Владимир к тому же играл за «Спартак», где был капитаном. В сезоне 2003/04 Владимир Васильев сыграл 1 игру во Второй лиге Украины. Владимир также является членом центрального совета Профессиональной футбольной лиги Украины.
Александр Васильев является болельщиком московского «Спартака», именно поэтому у «Крымтеплицы» форма красного цвета.
Васильев был одним из организаторов первых и единственных на Украине тракторных гонок «Трак Прохват», проводимых в Крыму.

## Награды
- 2004 год — Почётное звание «Заслуженный работник сельского хозяйства Украины»
- 2007 год — Знак «Почетный работник физической культуры и спорта Украины»
- 2008 год — Орден «За заслуги» III степени
- 2009 год — Золотая награда Профессиональной футбольной лиги Украины
- 2015 год — Орден «За верность долгу» — за особые заслуги при выполнении служебного и гражданского долга, безупречное исполнение служебных обязанностей, мужество, самоотверженность и инициативу, проявленные в период организации и проведения общекрымского референдума[15][16]
- 2024 год — медаль Республики Крым «За отличие в труде»[17]

## Инциденты
Летом 2009 года в матче Первой лиги Украины «ИгроСервис» — «Крымтеплица», Александра Васильева в перерыве встречи охрана не пустила его в раздевалку своей команды, а затем и после окончания игры. После того, как Васильев уехал со стадиона его сын Владимир пытался прорваться в подтрибунное помещение. В итоге охранники применили физическую силу и вывели их со стадиона «Фиолент». В докладной записке директора охранного предприятия после матча было указано, что они были в нетрезвом виде, вели себя неадекватно, нецензурно выражались и нарушали правила поведения. Также о том, что они без предоставления документов пытались пройти в потрибунное помещение. Васильев также заявил, что это были заказные действия вице-президента «ИгроСервиса» Андрея Бирюлева.
14 сентября 2011 года в ходе игры молодёжненского «Спартака» и команды «Гвардеец», в матче чемпионата Крыма произошёл инцидент. На последней минуте встречи, после гола «Спартаку», Александр Васильев выбежал на поле и матом начал кричать на ассистента арбитра Игоря Алехина и бросаться на него с кулаками. Хотя Васильев позже заявил, что этого не было. Матч был остановлен при счёте (2:1). В итоге контрольно-дисциплинарный комитет Республиканской Федерации футбола Крыма запретил ему в течение 12 месяцев быть в технической зоне футбольного поля на матчах с участием «Спартака». Также Васильев должен выплатить штраф — 2000 гривен, «Спартаку» к тому же засчитано техническое поражение. Кроме этого, арбитры из Симферополя отказались обслуживать игры с участием «Спартака» и «Крымтеплицы».